# Dentachipteria highlandensis
Dentachipteria highlandensis är en kvalsterart som beskrevs av Nevin 1974. Dentachipteria highlandensis ingår i släktet Dentachipteria och familjen Achipteriidae. Inga underarter finns listade i Catalogue of Life.